# Lavant (rivière)
Pour les articles homonymes, voir Lavant.
La Lavant est une rivière qui coule dans le land de Carinthie dans le sud de l'Autriche. La rivière Lavant est un affluent de la Drave et contribue au bassin fluvial du Danube.

## Géographie
Son cours mesure 64 kilomètres de long.
La rivière a donné son nom à la région des Alpes de Lavanttal.

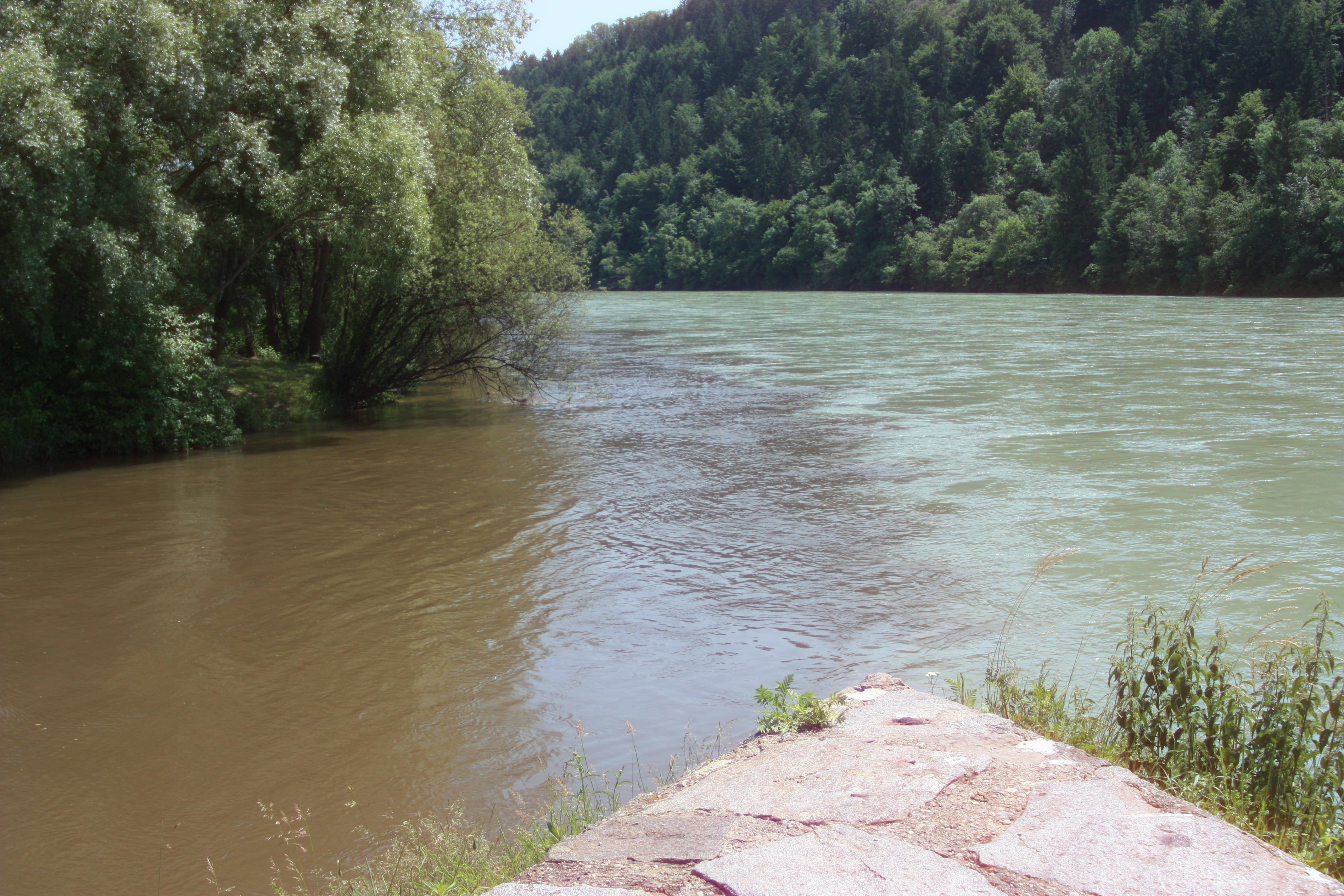
Confluence de la rivière Lavant dans la Drave